# Судиха
Судиха (укр. Судиха) — село, 
Тавежнянский сельский совет,
Сахновщинский район,
Харьковская область.
Код КОАТУУ — 6324886504. Население по переписи 2001 года составляет 100 (48/52 м/ж) человек.

## Географическое положение
Село Судиха находится в 1,5 км от реки Вшивая (правый берег).
На расстоянии в 1,5 км расположено село Шевченково.

## История
- 1881 — дата основания.

## Экономика
- Молочно-товарная ферма.